# Från scen och cabaret
Från scen och cabaret var en svensk radioserie med nöjesoraklet Uno Myggan Ericson som programvärd. Serien började sändas i Sveriges Radio 1974 och pågick fram till 1994. Från scen och cabaret innehöll precis som titeln anger kupletter och schlagers från gamla tiders revyer och cabaréer. Ericson förde ämnet vidare i boken med samma namn, utgiven 1978.